# Marjan Mozetich
Marjan Mozetich (né en 1948) est un compositeur canadien. Né à Gorizia, en Italie, de parents d'origine slovène, il émigre avec eux au Canada en 1952. Parmi ses œuvres les plus connues figurent Fantasia… sul linguaggio perduto, et Postcards from the Sky.

## Œuvres principales
- Disturbances pour alto solo (1974)
- A Veiled Dream pour flûte, alto et harpe (1977)
- Survival pour alto (1979)
- Water Music pour flûte, alto et violoncelle (1979)
- Dancing Strings, suite de six pièces pour alto et piano (1980)
- El Dorado, pour harpe et cordes (1981)
- Trio in Jest pour clarinette, alto et piano (1983)
- Baroque Diversions pour alto solo (1985)
- The Passion of Angels, concerto pour deux harpes et orchestre (1995)
- Affairs of the Heart concerto pour alto et orchestre à cordes (1997)
- Postcards from the Sky pour orchestre à cordes (1997)
- Goodbye My Friend, triptyque pour flûte, alto et harpe (2000)
- Concerto pour basson, marimba et orchestre à cordes (2003)
- Scales of Joy and Sorrow pour violoncelle, alto et piano (2007)